# Neohenricia spiculata
Neohenricia spiculata är en isörtsväxtart som beskrevs av Steven A. Hammer. Neohenricia spiculata ingår i släktet Neohenricia och familjen isörtsväxter. Inga underarter finns listade i Catalogue of Life.